# New York Mets

Cap Logo

De New York Mets is een Amerikaanse honkbalclub uit Queens, New York. De Mets spelen hun wedstrijden in de Oostelijke divisie van de National League, onderdeel van de Major League Baseball. Ze zijn een van de twee teams uit New York die uitkomen in de Major League. Het andere team is de New York Yankees (uit de American League).
Het stadion van de New York Mets heet Citi Field.

## Geschiedenis
Toen in 1957 de Brooklyn Dodgers (Los Angeles Dodgers) en de New York Giants (San Francisco Giants) de oostkust verruilden voor de westkust van de VS, was er geen enkel team uit New York meer in de National League. Dat was reden genoeg voor de League om uit te breiden en in 1962 de New York Mets op te richten.
In de eerste jaren van haar bestaan speelde het team haar thuiswedstrijden op de Polo Grounds in Manhattan. In 1964 verhuisden de Mets naar hun nieuwe stadion, Shea Stadium. Daar bleven ze tot en met het einde van 2008. In 2009 openden de Mets hun nieuwe stadion, Citi Field, vlak naast het oude Shea Stadium.
Sinds 1962 hebben de Mets tweemaal de World Series gewonnen (in 1969 en 1986), zijn ze vijf keer kampioen van de National League geworden (1969, 1973, 1986, 2000 en 2015) en zijn ze zesmaal eerste geëindigd in de National League East (1969, 1973, 1986, 1988, 2006 en 2015). Ook zijn de Mets tweemaal doorgedrongen tot de play-offs door middel van het winnen van de wildcard (1999 en 2000).
De Mets hebben 29 jaar het record van hoogste aantal bezoekers in één seizoen van een New Yorks team in handen gehad. In 1970 bezochten 2,7 miljoen mensen de Mets, waarmee ze het record van de New York Yankees uit 1949 verbraken. In 1999 namen de Yankees het record over. Sindsdien is het in hun handen.
In 1962 (het openingsjaar van de Mets) wonnen de Mets slechts 40 van de 160 wedstrijden. Dit is een van de slechtste resultaten aller tijden door een Major League-team behaald en is zelfs de meeste verloren wedstrijden in een seizoen van de Major League sinds 1899. In 1967 kozen de Mets werper Tom Seaver in de jaarlijkse spelersdraft. Seaver hielp de Miracle Mets in 1969 aan hun eerste National League East-titel, om vervolgens in de World Series de sterke Baltimore Orioles (van tevoren zwaar favoriet) te verslaan.
In 1973 kwam het team uit Queens terug van zware achterstand in de National League East en won uiteindelijk de divisietitel met 82 van 161 wedstrijden gewonnen. In het National League-kampioenschap verrasten ze de Cincinnati Reds (ook zij waren topfavoriet, net als de Orioles enkele jaren terug) door de League-titel te pakken. In de World Series kostte het de regerend kampioenen Oakland Athletics de maximale zeven wedstrijden om uiteindelijk van de Mets te winnen.
Toen topwerper Seaver in 1977 werd verkocht zakten de Mets terug en eindigden enkele seizoenen onderaan in de divisie. Midden-jaren '80 klommen de Mets terug toen ze achtervanger Gary Carter weghaalden bij de Montreal Expos. In 1985 wonnen de Mets 98 wedstrijden, maar misten net de play-offs. In 1986 wonnen ze echter glansrijk met een van de beste resultaten aller tijden in de National League. Na het winnen van het League-kampioenschap waren ze op het randje van verlies tegen de Boston Red Sox in de World Series. Een fout van Red Sox' Bill Buckner zorgde er echter voor dat de Mets de zesde wedstrijd wonnen, waardoor de stand 3-3 was. In de zevende wedstrijd wonnen de Mets, waardoor ze hun tweede World Series wonnen.
Na 1986 bleven de Mets goed spelen. In 1988 wisten ze de divisietitel te winnen, maar verder dan dat kwamen ze niet. Daarna bleef het een tijd stil rond de Mets, tot 1997 waarin ze op een haar na het divisiekampioenschap misliepen. In 1998 trokken de Mets top-achtervanger Mike Piazza aan, maar misten de nacompetitie op slechts een wedstrijd. In 1999 haalden ze wel de play-offs, maar werden in de serie om het league-kampioenschap verslagen door de Atlanta Braves. In 2000 pakten ze met gemak de Wild Card en werkten zich door de play-offs heen tot ze in de World Series tegenover hun rivalen uit de Bronx, de New York Yankees stonden. Deze versloegen de Mets simpel waardoor zij hun vierde World Seriestitel in vijf jaar pakten. De confrontatie werd te boek gesteld als de : "Subway Series".
De Mets waren niet erg in vorm tot 2006. Toen wonnen ze de divisie gemakkelijk, maar werden in de zevende en beslissende wedstrijd van het league-kampioenschap verslagen door een homerun in de negende inning.
In zowel 2007 als 2008 misten de Mets de play-offs op de laatste speeldag. In 2009 begonnen de Mets aardig, maar zakten door een groot aantal geblesseerden terug naar de eennalaatste plaats in de divisie.
In 2015 wisten ze door een aantal jonge pitchers en een aantal slimme trades de National League East opnieuw te winnen, voor de favoriete Washington Nationals. Na vijftien jaar werd vervolgens voor het eerst ook de National League gewonnen, maar in de World Series werd verloren van Kansas City Royals.

## No-hitters

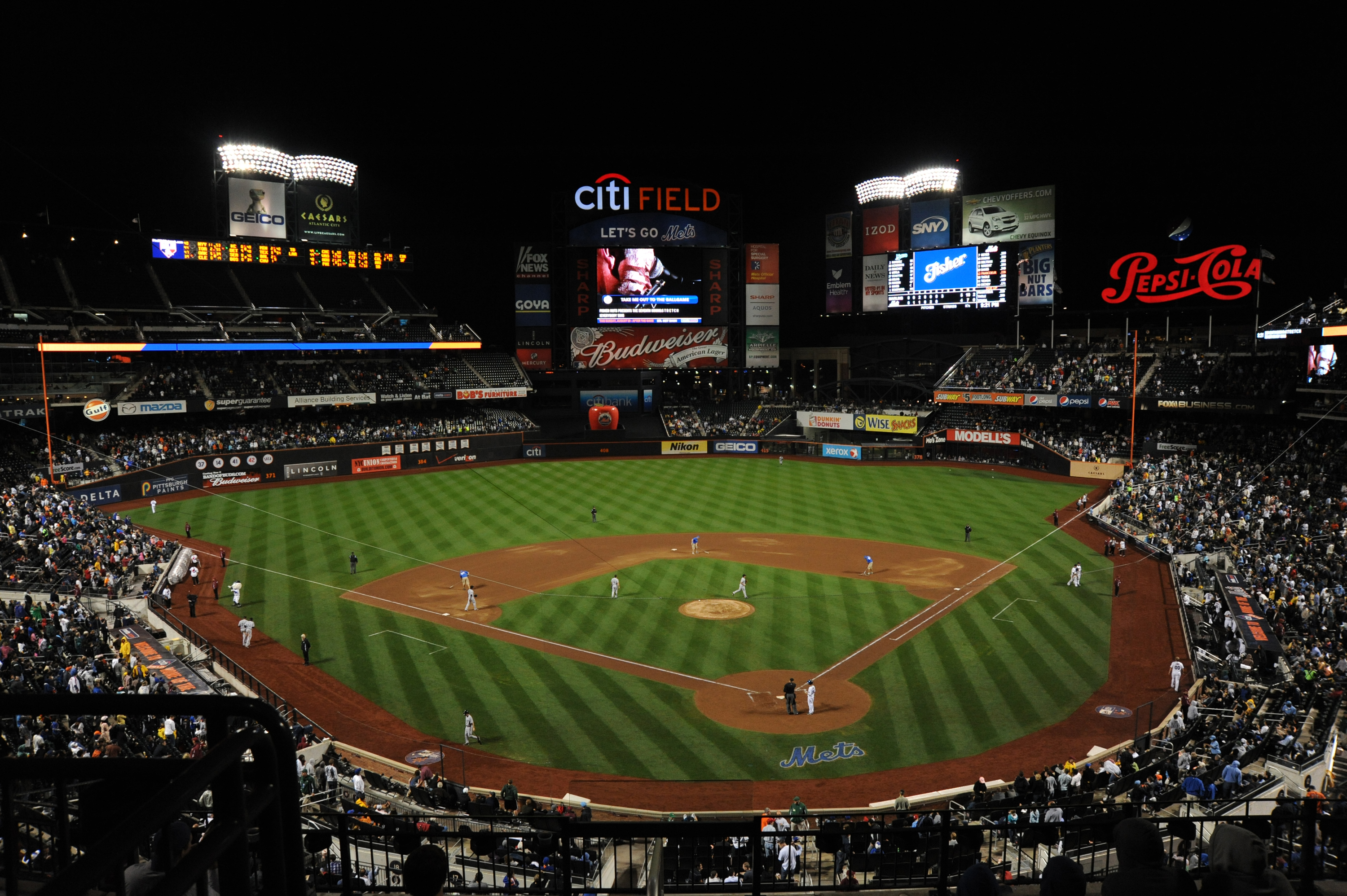
Citi Field in 2010 tijdens een avondwedstrijd

De Mets hebben een lange geschiedenis als het gaat om het onvermogen tot het gooien van no-hitters. Clublegendes als Tom Seaver hebben enkele malen serieuze pogingen gedaan (de Mets hadden tot mei 2012 35 'one-hitters'), maar tot 1 juni 2012 had geen enkele werper van de Mets ooit een no-hitter gegooid. Op deze historische avond in de geschiedenis van de Mets slaagde Johan Santana erin om geen enkele honkslag tegen te krijgen in een 8–0 overwinning voor de Mets tegen de St. Louis Cardinals. Met deze prestatie is hij definitief toegetreden tot de eregalerij van de New York Mets. Tevens eindigde de reeks van 8.019 wedstrijden sinds de oprichting van de club in 1962, waarin de Mets iedere wedstrijd minstens één honkslag van de tegenstander toelieten. In de zevende inning maakte Mike Baxter, die is opgegroeid in Queens, NY, en al zijn hele leven fan van de Mets is, een cruciale vangbal waarbij hij hard op de muur inliep en licht geblesseerd raakte. De no-hitter was echter nog intact. Ondanks het uitzonderlijk hoge aantal van 134 worpen kreeg Santana het vertrouwen van manager Terry Collins om de historische gebeurtenis zelf af te maken. Met twee uit in de negende inning kreeg Cardinals-speler David Freese drie slag, waarmee de no-hitter een feit was.
Op 29 april 2022 gooiden de Mets hun tweede no-hitter uit hun geschiedenis en eerste zogenaamde 'gecombineerde' no-hitter, waarbij meerdere werpers van één team de wedstrijd uitgooien zonder een honkslag toe te staan. Tegen de Philadelphia Phillies behaalden Mets werpers Tylor Megill, Drew Smith, Joely Rodriguez, Seth Lugo en Edwin Díaz deze prestatie. Samen gooiden zij 159 pitches, wat het hoogste aantal pitches is in de geschiedenis van de MLB voor een no-hitter in negen innings. Hierbij stonden zij zes honklopers toe via vier-wijdballen. De Mets zouden deze wedstrijd uiteindelijk met 3-0 winnen.

## Erelijst
- Winnaar World Series (2×): 1969, 1986
- Runners-up World Series (3×): 1973, 2000, 2015
- Winnaar National League (5×): 1969, 1973, 1986, 2000, 2015
- Winnaar National League East (6×): 1969, 1973, 1986, 1988, 2006, 2015
- Winnaar National League Wild Card (2×): 1999, 2000
- National League Wild Card Game (van 2012 t/m 2019 en 2021) (1×): 2016
- National League Wild Card Series (2020 en sinds 2022) (1×): 2022